# Ragazzo padre
Ragazzo padre (titolo originale: Unwed father) è un film per la televisione del 1997 diretto da Michael Switzer.

## Trama
Jason Kempler, componente di una band giovanile, riesce a conquistare Melanie, una delle sue fan. Dopo aver avuto un rapporto amoroso per una sola notte, Melanie rimane incinta e viene abbandonata al suo destino da Jason. Dopo aver partorito il piccolo Sean, Melanie lascia il neonato sulla porta di casa di Jason. Dopo la fuga di Melanie, Jason deve ora prendersi cura del piccolo e, con il passare del tempo, matura la responsabilità di padre. Dopo alcuni mesi Melanie si pente di aver abbandonato Sean e rivuole indietro il figlio, così viene avviata una battaglia legale per l'affidamento.